# Gianfranco Oradini
Gianfranco Oradini (Rovereto, 20 de junio de 1952) es un deportista italiano que compitió en vela en las clases Laser y Soling. Ganó una medalla de oro en el Campeonato Europeo de Laser de 1975 y una medalla de bronce en el Campeonato Europeo de Soling de 1975.

## Palmarés internacional
| Campeonato Europeo | Campeonato Europeo | Campeonato Europeo | Campeonato Europeo |
| Año                | Lugar              | Medalla            | Clase              |
| ------------------ | ------------------ | ------------------ | ------------------ |
| 1975               | Domaso (Italia)    | Medalla de oro     | Laser              |

| Campeonato Europeo | Campeonato Europeo | Campeonato Europeo | Campeonato Europeo |
| Año                | Lugar              | Medalla            | Clase              |
| ------------------ | ------------------ | ------------------ | ------------------ |
| 1975               | Alassio (Italia)   | Medalla de bronce  | Soling             |